# أندريس فوساند
أندريس فوساند مواليد 10 مارس 1966 في إستونيا، هو لاعب كرة مضرب إستوني سابق وكان يلعب باليد اليمنى. أعلى تصنيف له في الفردي كان المركز الـ 81 في سنة 1989. أعلى تصنيف له في الزوجي كان المركز الـ 292 في سنة 1992.

## النهائيات

### الفردي: (2)
| الرقم | السنة | الدورة                | الأرضية | المنافس في النهائي | النتيجة في النهائي |
| ----- | ----- | --------------------- | ------- | ------------------ | ------------------ |
| 1.    | 1988  | تامبيري, فنلندا       | ترابية  | كريستر ألجارد      | 6-1, 6-1           |
| 2.    | 1989  | الدار البيضاء, المغرب | ترابية  | مارك كوفرمانس      | 3-6, 7-6, 6-0      |

### الزوجي: (1)
| الرقم | السنة | الدورة        | الأرضية | الشريك     | المنافس في النهائي   | النتيجة في النهائي |
| ----- | ----- | ------------- | ------- | ---------- | -------------------- | ------------------ |
| 1.    | 1991  | وارسو, بولندا | ترابية  | جيرتس دزلد | مارتن دام ديفيد ريكل | 6-4, 2-6, 6-3      |